# Eddie Costa
Eddie Costa (rodným jménem Edwin James Costa; 14. srpna 1930 Atlas, Pensylvánie, USA – 28. července 1962 New York City, New York, USA) byl americký jazzový klavírista a vibrafonista. V roce 1949 koncertoval s houslistou Joe Venutim a následně spolu se svým bratrem Billem hrál v New Yorku. V roce 1951 odešel do armády a když se vrátil, udělal v roce 1954 svou první nahrávku s kytaristou Salem Salvadorem. Během své kariéry hrál na více než sto nahrávkách řady hudebníků, mezikteré patří Gil Evans, Al Cohn, Bob Brookmeyer, Woody Herman nebo Donald Byrd. Zemřel při autonehodě ve svých jedenadvaceti letech.